# Малорогозянский сельский совет (Харьковская область)
Малорогозя́нский либо Мало-Рогозянский се́льский сове́т — входил до 2020 года в состав Золочевского района Харьковской области Украины.
Административный центр сельского совета находился в селе Малая Рогозянка.

## История
- 1924 — дата образования Мало-Рогозянского сельского Совета депутатов трудящихся из ... волости бывшего Богодуховского уезда Харьковской губернии, ликвидированной летом 1925 года, Украинской Советской Социалистической Республики.
- С 1924 года — в составе Золочевского района Ахты́рского о́круга, с февраля 1932 — в Харьковской области УССР.
- После 17 июля 2020 года в рамках административно-территориальной реформы по новому делению Харьковской области[2][3] данный сельский совет, как и весь Золочевский район Харьковской области, был упразднён; входящие в него населённые пункты и его территории присоединены к … территориальной общине Богодуховского района.
- Сельсовет просуществовал 96 лет.

## Населённые пункты совета
- село Малая Рогозянка
- село Ольшанское
- село Зиньковское
- посёлок Перемога